# Sidney Poitier
Sidney Poitier   (Miami, 20 de febrer de 1927 - Los Angeles, 6 de gener de 2022) fou un actor, escriptor, director de cinema i diplomàtic bahamianoestatunidenc, guanyador de dos premis Oscar. Va aparèixer com a estrella en pel·lícules americanes i obres on, desafiant conscientment l'estereotip racial, donava una nova credibilitat dramàtica als actors negres.
El 1963, Poitier va ser el primer negre que va guanyar l'Oscar al millor actor pel seu paper a Els lliris dels prats. La importància d'aquesta fita es va reforçar el 1967 quan va fer de protagonista en tres pel·lícules d'èxit: Rebel·lió a les aules, En la calor de la nit i Endevina qui ve a sopar, amb la qual va aconseguir el rècord de taquilla d'aquell any.
Poitier va dirigir un cert nombre de pel·lícules populars com Uptown Saturday Night, i Dos tramposos amb sort (amb el seu amic Bill Cosby), i Bojos rematats amb Richard Pryor i Gene Wilder. El 2002, 38 anys després de rebre l'Oscar, Poitier va ser triat per l'Acadèmia per rebre el premi honorífic, que atorgava a "Sidney Poitier en reconeixement de les seves contribucions notables com a artista i com a ésser humà". Va ser ambaixador de les Bahames al Japó entre 1997 i 2007.

## Biografia

### Primers anys
Segons explicà el mateix Poitier, va néixer a Miami, Florida, però va passar la seva infantesa a les Bahames i més tard es va traslladar als Estats Units. Segons altres fonts, va néixer en el mar, camí de Miami, on els seus pares (de les Bahames), Evelyn Outten i Reginald James Poitier, van anar a vendre tomates i altres productes de la seva petita granja de Cat Island. Poitier va néixer prematurament i inicialment no s'esperava que sobrevisqués al viatge en vaixell; el seu naixement es va registrar a Miami (tot i que podria no haver nascut allà). Va passar els seus primers anys a la remota Cat Island, que tenia una població de 4.000 habitants i no disposava d'electricitat.
Als 10 anys, Poitier va anar a Nassau, Bahames, amb la seva família, que tenia cura de les esglésies anglicana i catòlica, i Poitier també estava implicat en la tradició local del vudú. A mesura que es feia més gran, mostrava una tendència creixent cap a delinqüència juvenil. Als 15, els seus pares l'enviaven a Miami per viure amb el seu germà més gran. Als 17 anys, Poitier va a anar a la Ciutat de Nova York i va tenir una sèrie de feines domèstiques. Durant aquest temps, se'l va arrestar per vagància després que el fessin fora del seu allotjament per no pagar el lloguer, i va decidir apuntar-se a l'exèrcit.

### Com a actor
Poitier va provar sort al Teatre Negre americà, on va ser rebutjat per les audiències. Decidit a refinar les seves habilitats i a treure's el seu evident accent de les Bahames, va passar els sis mesos següents dedicant-se a aconseguir l'èxit teatral. Així, després el trobem en el paper principal a la producció Lysistrata de Broadway, de la qual va aconseguir ressenyes excel·lents. Al final de 1949, va haver de triar entre papers principals al teatre i una oferta de treballar per a Darryl F. Zanuck a la pel·lícula No Way Out (1950). La seva actuació a No Way Out com un metge que tractava un blanc beat, el va portar a més papers, cadascun més interessant i millor del que aconseguien molts actors negres d'aleshores, lluny però del que aconseguien els actors blancs.
El paper trencador de Poitier va ser com a membre d'una classe d'institut incorregible a la pel·lícula de 1955 La jungla de les pissarres. Als vint-i-set anys, com la majoria dels actors de la pel·lícula, no era un adolescent. Poitier va ser el primer actor negre en ser proposat per a un Premi de l'Acadèmia (per Fugitius, 1958), i també el primer a guanyar l'Oscar al millor actor (per a Els lliris dels prats el 1963). (James Baskett va ser el primer a rebre  un Oscar, un Premi Honorífic de l'Acadèmia per a la seva actuació com Oncle Remus en la producció de Walt Disney Song of the South el 1948, mentre Hattie McDaniel es va avançar a ells dos, amb l'Oscar a la millor actriu secundària pel seu paper el 1939 a Allò que el vent s'endugué).
Va actuar en la primera producció de A raisin in the Sun a Broadway el 1959, i més tard va protagonitzar la versió cinematogràfica el 1961. També va tenir actuacions memorables a Estat d'alarma (1965), A Patch of Blue (1965) coprotagonitzant amb Elizabeth Hartman i Shelley Winters; Endevina qui ve a sopar 1967; i Rebel·lió a les aules (1967). Poitier feia de Virgil Tibbs, un detectiu de Filadèlfia a la pel·lícula de 1967 En la calor de la nit i les seves dues continuacions: Ara em diuen senyor Tibbs (1970) i The Organization (1971).

### Com a director
Poitier va dirigir unes quantes pel·lícules, la més reeixida va ser la comèdia de Richard Pryor i Gene Wilder Bojos rematats, que durant anys va ser la pel·lícula amb més recaptació dirigida per una persona de color. El seu debut com a director va ser el western Buck and the Preacher que Poitier també va protagonitzar al costat de Harry Belafonte i on Poitier va reemplaçar Joseph Sargent. El trio de Poitier, Cosby, i Belafonte es va reunir una altra vegada (sota la direcció de Poitier) a Uptown Saturday Night. Poitier també va dirigir Cosby a Let's Do It Again, A Piece of the Action, i Ghost Dad.

### Vida personal
Poitier es va casar primer amb Juanita Hardy el 1950 i se'n va divorciar el 1965. Després es va casar, el 23 de gener de 1976, amb Joanna Shimkus, una actriu canadenca d'origen lituà amb qui hauria iniciat la relació el 1969 en ser parella protagonista de la pel·lícula The Lost Man. Va tenir quatre filles del seu primer matrimoni i dues del segon. La seva quarta filla, Gina, va morir el 2018 i la més petita de totes és l'actriu Sydney Tamiia Poitier. Durant el primer matrimoni va ser molt sonada la seva llarga relació amorosa amb l'actriu Diahann Carroll, amb qui va coincidir el 1959 quan ell protagonitzava la pel·lícula Porgy and Bess d'Otto Preminger.
Va escriure tres llibres autobiogràfics, This Life (1980), The Measure of a Man: A Spiritual Autobiography (2000) i Life Beyond Measure - letters to my Great-Granddaughter (2008).
L'abril de 1997, Poitier va ser nomenat ambaixador de les Bahames al Japó. També va ser l'ambaixador de les Bahames a la UNESCO entre 2002 i 2007 i fou membre del consell d'administració de The Walt Disney Company de 1994 a 2003.

## Reconeixement
- Orde de l'Imperi Britànic, atorgat el 1974 amb caràcter honorífic.[14] Per aquesta condició d'honorífic i no pas substantiu[15] no li corresponia anteposar el "Sir" al seu nom,[16] tot i que amb certa freqüència ha aparegut així.

## Filmografia

### Actor (cine)
| Any  | Pel·lícula                                             | Paper                            | Notes                                                                                                |
| ---- | ------------------------------------------------------ | -------------------------------- | --- |
| 1947 | Sepia Cinderella                                       | Extra                            | no surt als crèdits                                                                                  |
| 1949 | From Whence Cometh My Help                             | Ell mateix                       | documental                                                                                           |
| 1950 | No Way Out                                             | Dr. Luther Brooks                | |
| 1951 | Plora, terra estimada (Cry, The Beloved Country)       | Reverend Msimangu                | |
| 1952 | Red Ball Express                                       | Cpl. Andrew Robertson            | |
| 1954 | Go, Man, Go!                                           | Inman Jackson                    | |
| 1955 | La jungla de les pissarres (Blackboard Jungle)         | Gregory W. Miller                | |
| 1956 | Good-bye, My Lady                                      | Gates                            | |
| 1957 | Edge of the City                                       | Tommy Tyler                      | Nominat - BAFTA                                                                                      |
| 1957 | Something of Value                                     | Kimani Wa Karanja                | |
| 1957 | L'esclava lliure (Band of Angels)                      | Rau-Ru                           | |
| 1957 | The Mark of the Hawk                                   | Obam                             | |
| 1958 | Virgin Island                                          | Marcus                           | |
| 1958 | Fugitius (The Defiant Ones)                            | Noah Cullen                      | BAFTA al millor actor Nominat - Oscar al millor actor Nominat - Globus d'Or al millor actor dramàtic |
| 1959 | Porgy and Bess                                         | Porgy                            | Nominat - Globus d'Or al millor actor musical o còmic                                                |
| 1960 | Tots els homes joves (All the Young Men)               | Sergent Eddie Towler             | |
| 1961 | A Raisin in the Sun                                    | Walter Lee Younger               | Nominat – BAFTA al millor actor Nominat - Globus d'Or al millor actor dramàtic                       |
| 1961 | Paris Blues                                            | Eddie Cook                       | |
| 1962 | Punt de pressió (Pressure Point)                       | Doctor                           | |
| 1963 | Els invasors (The Long Ships)                          | Aly Mansuh                       | |
| 1963 | Els lliris dels prats (Lilies of the Field)            | Homer Smith                      | Oscar al millor actor Globus d'Or al millor actor dramàtic Nominat – BAFTA al millor actor.          |
| 1965 | Estat d'alarma (The Bedford Incident)                  | Ben Munceford                    | |
| 1965 | The Greatest Story Ever Told                           | Simon of Cyrene                  | |
| 1965 | A Patch of Blue                                        | Gordon Ralfe                     | Nominat – BAFTA al millor actor Nominat - Globus d'Or al millor actor dramàtic                       |
| 1965 | The Slender Thread                                     | Alan Newell                      | |
| 1966 | Duel a Diablo (Duel at Diablo)                         | Toller                           | |
| 1967 | Rebel·lió a les aules (To Sir, with Love)              | Mark Thackeray                   | |
| 1967 | En la calor de la nit (In the Heat of the Night)       | Virgil Tibbs                     | Nominat – BAFTA al millor actor Nominat - Globus d'Or al millor actor dramàtic                       |
| 1967 | Endevina qui ve a sopar (Guess Who's Coming to Dinner) | Dr. John Wade Prentice           | |
| 1968 | For Love of Ivy                                        | Jack Parks                       | |
| 1969 | The Lost Man                                           | Jason Higgs                      | |
| 1970 | King: A Filmed Record... Montgomery to Memphis         | Narrador                         | documental                                                                                           |
| 1970 | Ara em diuen senyor Tibbs                              | Virgil Tibbs                     | |
| 1971 | Germà John (Brother John)                              | John Kane                        | |
| 1971 | Not Me Boss!!                                          |                                  | |
| 1971 | The Organization                                       | Detectiu Virgil Tibbs            | |
| 1972 | Buck i el predicador (Buck and the Preacher)           | Buck                             | |
| 1973 | Un desembre càlid (A Warm December)                    | Matt Younger                     | |
| 1974 | Uptown Saturday Night                                  | Steve Jackson                    | |
| 1975 | La conspiració Wilby (The Wilby Conspiracy)            | Shack Twala                      | |
| 1975 | Dos tramposos amb sort (Let's Do It Again)             | Clyde Williams                   | |
| 1977 | A Piece of the Action                                  | Manny Durrell                    | |
| 1979 | Paul Robeson: Tribute to an Artist                     | Narrador                         | |
| 1988 | Shoot to Kill                                          | Warren Stantin                   | |
| 1988 | Espies sense identitat (Little Nikita)                 | Roy Parmenter                    | |
| 1992 | Sneakers                                               | Donald Crease                    | |
| 1994 | A Century of Cinema                                    | ell mateix                       | documental                                                                                           |
| 1996 | Wild Bill: Hollywood Maverick                          | ell mateix                       | documental                                                                                           |
| 1997 | The Jackal                                             | Director de l'FBI Carter Preston | |
| 2001 | Ralph Bunche: An American Odyssey                      | Narrador                         | documental                                                                                           |
| 2004 | Tell Them Who You Are                                  | ell mateix                       | documental                                                                                           |

### Director
| Any  | Pel·lícula                                   |
| ---- | -------------------------------------------- |
| 1972 | Buck i el predicador (Buck and the Preacher) |
| 1973 | Un desembre càlid (A Warm December)          |
| 1974 | Uptown Saturday Night                        |
| 1975 | Dos tramposos amb sort (Let's Do It Again)   |
| 1977 | A Piece of the Action                        |
| 1980 | Bojos rematats (Stir Crazy)                  |
| 1982 | Hanky Panky                                  |
| 1985 | Fast Forward                                 |
| 1990 | Ghost Dad                                    |

### Actor (televisió)
| Any  | Títol                            | Paper             | Notes                                      |
| ---- | -------------------------------- | ----------------- | ------------------------------------------ |
| 1991 | Separate but Equal               | Thurgood Marshall | Nominat - Emmy Nominat - Premi Globus d'Or |
| 1995 | Children of the Dust             | Gypsy Smith       |                                            |
| 1996 | Rebel·lió a les aules 2          | Mark Thackeray    |                                            |
| 1997 | Mandela and De Klerk             | Nelson Mandela    | Nominat - Emmy                             |
| 1998 | David and Lisa                   | Dr. Jack Miller   |                                            |
| 1999 | The Simple Life of Noah Dearborn | Noah Dearborn     |                                            |
| 1999 | Free of Eden                     | Will Cleamons     |                                            |
| 2001 | The Last Bricklayer in America   | Henry Cobb        |                                            |